# General Hux
El General Armitage Hux es un personaje ficticio de la franquicia de Star Wars. Presentado por vez primera en Star Wars: Episodio VII-El despertar de la Fuerza, es interpretado por el actor irlandés Domhnall Gleeson. Se presenta como un comandante despiadado, envuelto en una lucha de poder con Kylo Ren por el liderazgo de la Primera Orden, y solo es superado por el Líder Supremo Snoke. Aparece por primera vez en los medios y la mercadotecnia de Star Wars: Episodio VII - El despertar de la Fuerza y regresa en la secuela, Star Wars: Episodio VIII - Los últimos Jedi y el final de Star Wars: Episodio IX - El ascenso de Skywalker. Muere de un disparo en el último título a manos del general colegial después de que se descubriese que está mandando mensajes a la Resistencia.

## Origen del personaje
Hux nació en el planeta Arkanis y se rumoreaba que había sido engendrado por una aventura entre su padre, el comandante Brendol Hux de la Academia Arkanis, y una trabajadora de cocina. Hux y su padre son rescatados de la Academia cuando está a punto de caer en manos de la Nueva República cerca del final de la Guerra Civil Galáctica. Cuando la guerra termina con la batalla de Jakku y la firma de la Concordancia Galáctica, el joven Hux y su padre forman parte de las fuerzas de la Armada Imperial que se retiran a las Regiones Desconocidas. Estas fuerzas emergen luego como la Primera Orden. La República cree que la Primera Orden es simplemente una banda sin importancia de rezagados imperiales, pero los métodos de entrenamiento de Hux forjan un ejército formidable. Él también anhela usar la Base Starkiller como arma contra la República. Hux cree que la República es una amenaza para la estabilidad galáctica, y que su destino es gobernar la galaxia.

## Apariciones

### El despertar de la Fuerza(2015)
Hux aparece por primera vez en Star Wars: Episodio VII - El despertar de la Fuerza como comandante de la Primera Orden. Hux es parte de una misión a Jakku para recuperar un mapa de Luke Skywalker, el último Jedi. Kylo Ren (Adam Driver) lidera la búsqueda del mapa, que no pueden localizar. Para evitar el regreso de los Jedi y eliminar la Resistencia, que, bajo el mando de la General Leia Organa (Carrie Fisher), surgió para combatir a la Primera Orden, Snoke permite a Hux usar el arma Starkiller contra el mundo capital de la República, Hosnian Prime. La Resistencia se queda sin el apoyo militar de la República, por lo que Hux pronto gira el arma hacia la base de la Resistencia en el planeta D'Qar. Sin embargo, antes de poder destruirlos, un escuadrón de ataque liderado por el comandante Poe Dameron (Oscar Isaac), con apoyo de Han Solo (Harrison Ford), el ex-soldado de asalto Finn y la carroñera de Jakku Rey, destruye la Base Starkiller, obligando a Hux y sus tropas a aceptar la derrota y llevarse al vencido Kylo Ren del planeta.

### Los últimos Jedi(2017)
El general Hux reaparece en Star Wars: Episodio VIII - Los últimos Jedi como el principal general que responde directamente al Líder Supremo Snoke. Intenta responder a una transmisión de Dameron, que pretende no escucharlo y lo describe como "pastoso" o General Palidux. Hux luego lidera la batalla posterior, durante la cual ambos lados sufren grandes pérdidas. También supervisa el bombardeo de las tres naves restantes de la Resistencia. Cuando descubre que Snoke está muerto, inicialmente protesta por el reclamo de Ren de ser el nuevo Líder Supremo, pero rápidamente se convence de lo contrario cuando Ren usa la Fuerza para estrangularlo, proclamando: "El Líder Supremo está muerto. Larga vida al Líder Supremo." Al final de la película, acompaña a Ren al planeta Crait en su intento de acabar definitivamente con la Resistencia. Cuando Ren ordena a sus hombres que disparen a Luke Skywalker (Mark Hamill), Hux le advierte que se concentre en los miembros de la Resistencia que se escapan. Ren lo silencia usando la Fuerza para estrellarlo contra una pared, noqueándolo. Hux se ve de nuevo cuando Ren y sus tropas invaden la base de la Resistencia y la encuentran vacía.

### El ascenso de Skywalker(2019)
Al momento de Star Wars: Episodio IX - El ascenso de Skywalker, Hux se ha vuelto amargado por la falta de respeto que recibe y su rivalidad con el general leal Pryde (Richard E. Grant), quien constantemente socava a Hux mientras compite por su trabajo. Más tarde se revela que Hux fue un espía que proporcionó información a la Resistencia para socavar a Ren y tomar su lugar como Líder Supremo (o al menos ver a Ren caer). Le dice a Finn: "No me importa si ganas. Necesito que Kylo Ren pierda." Hux ayuda a Poe, Rey y Finn a escapar del Destructor Estelar Resurgente de clase Ren de Steadfast y hace que Finn le dispare en la pierna para que pueda fingir un esfuerzo para detenerlos. Sin embargo, es asesinado por Pryde después de que este último se diese cuenta de la traición de Hux a través de su historia de portada.
Una escena eliminada de la película presentaba a Hux y Pryde en la secuencia de acción de apertura con Kylo Ren.

### Otros medios
Algunos detalles sobre la historia de fondo de Hux y su padre Brendol aparecen en la novela de 2016 Star Wars: Aftermath: Life Debt de Chuck Wendig. Hux y Brendol también son personajes de la novela de 2017 Star Wars: Phasma de Delilah S. Dawson.
Hux también es un líder jugable del escuadrón Lado oscuro, en una actualización de la era secuela del MOBA para móvil Star Wars: Force Arena, lanzado a finales del año 2017.

## Recepción
En su reseña de El despertar de la Fuerza, Henry Barnes de The Guardian escribió que el "papel de pseudo nazi" de Gleeson como el General Hux "no es tan colorido ni matizado" como el papel de Adam Driver como Kylo Ren, "pero, dado que es un funcionario, Gleeson ciertamente impresiona". Al reseñar a Hux y su papel en la película, David Rutz de The Washington Free Beacon escribió que mientras Hux es retratado como un villano, se muestra como un general carismático y comprometido con su enfoque en lograr los fines de la Primera Orden".